# 1982年阿莫勒起义
1982年阿莫勒起义是1982年伊朗共产主义者联盟在伊朗阿莫勒发动的反对伊朗伊斯兰政权的武装起义。

## 历史
1982年，伊朗共产主义者联盟在阿莫勒附近的森林中动员力量，发动了反对伊朗伊斯兰政权的武装运动。1982年1月25日开始起义，由赛厄马克·扎伊姆（Siamak Zaim）领导。起义最终失败，许多伊共盟成员和毛派领导人被枪杀。革命卫队强行夺回阿莫勒市后，扎伊姆被他们逮捕，最终于1984年被处决，尽管他因为帮助结束交火而获得了赦免。

## 文化
《小黑鱼》（波斯語：ماهی سیاه کوچولو）是2014年Majid Esmaeili Parsa执导的关于阿莫勒起义的伊朗电影。